# Julia M. Nauhaus
Julia M. Nauhaus (* 27. März 1975 in Zwickau) ist eine deutsche Kunsthistorikerin.

## Leben
Julia M. Nauhaus wurde in Zwickau geboren. Sie studierte Ältere und Neuere Deutsche Literaturgeschichte und Kunstgeschichte in Würzburg und wurde 2002 an der Universität Freiburg promoviert. Danach absolvierte sie ihr wissenschaftliches Volontariat am Städtischen Museum Braunschweig, erarbeitete dort den Bestandskatalog der Gemäldesammlung und gab einen Aufsatzband zur Geschichte derselben heraus, bevor sie als Kustodin für die Sammlungen Malerei, Graphik und Skulptur zuständig war. Am 1. Juli 2012 übernahm sie ihre erste Leitungsfunktion und wurde Direktorin des Lindenau-Museums in Altenburg. Hier kuratierte sie kunst-, kulturhistorische und Graphikausstellungen und gab zahlreiche Ausstellungskataloge heraus. Insbesondere machte sie sich um Gerhard Altenbourg (1926–1989) verdient, dessen Werke sie in der von ihr initiierten Ausstellungsreihe „Altenbourg im Dialog“ mit Werken von Martin Disler, Werner Heldt, Julius Bissier und Paul Eliasberg in Beziehung setzte. 2014 richtete sie dem Künstler zum 25. Todestag eine umfangreiche Sonderausstellung aus und konnte 2015 eine süddeutsche private Altenbourg-Sammlung für das Museum als Schenkung gewinnen. Nauhaus war von 2013 bis März 2016 Vorsitzende der Stiftung Gerhard Altenbourg. Ihr Augenmerk galt aber auch der Restaurierung der Gemälde, für die sie erfolgreich Drittmittel und Spenden einwarb. Zudem machte sie in der Öffentlichkeit auf den unzureichenden baulichen Zustand des Museumsgebäudes und die prekären Depotbedingungen aufmerksam.
Als Folge der auf die Landrätin Michaele Sojka zurückgeführten Nichtverlängerung ihres Vertrages in Altenburg zu Beginn des Jahres 2016 erklärten fünf von 16 Mitgliedern des Kuratoriums für den alle zwei Jahre vergebenen Gerhard-Altenbourg-Preis aus Protest ihren Austritt aus dem Kuratorium. Die für 2016 vorgesehene Preisträgerin, die Schweizerin Miriam Cahn, lehnte den Preis „aus verschiedenen Gründen … wohl auch wegen der derzeitigen Querelen“ ab.
Julia M. Nauhaus übernahm im April 2016 die Leitung der Gemäldegalerie, des Kupferstichkabinetts und der Glyptothek der Akademie der bildenden Künste Wien. Ende Juni 2020 beendete sie diese Tätigkeit vorzeitig, ursprünglich wurde sie für die Dauer von sechs Jahren zur Leiterin bestellt. Als ihre Nachfolgerin ab Jänner 2022 wurde Sabine Folie designiert.

## Veröffentlichungen (Auswahl)
- Erhart Kästners Phantasiekabinett. Variationen über Kunst und Künstler. Rombach, Freiburg 2003, ISBN 3-7930-9340-9 (Dissertation).